# Troubadour (album K’naana)
Troubadour – to trzeci studyjny album somalijskiego artysty K’naana. Ukazał się 24 lutego 2009. Na płycie gościnnie wystąpili tacy artyści jak Chubb Rock, Damian Marley, Kirk Hammett, Mos Def i Chali 2NA.
| Nr. | Tytuł               | Wykonawcy                        |
| --- | ------------------- | -------------------------------- |
| 1.  | T.I.A               | K’naan                           |
| 2.  | ABC’s               | K’naan feat. Chubb Rock          |
| 3.  | Dreamer             | K’naan                           |
| 4.  | I Come Prepared     | K’naan feat. Damian Marley       |
| 5.  | Bang Bang           | K’naan feat. Adam Levine         |
| 6.  | If Rap Gets Jealous | K’naan feat. Kirk Hammett        |
| 7.  | Wavin’ Flag         | K’naan                           |
| 8.  | Somalia             | K’naan                           |
| 9.  | America             | K’naan feat. Mos Def i Chali 2NA |
| 10. | Fatima              | K’naan                           |
| 11. | Fire in Freetown    | K’naan                           |
| 12. | Take a Minute       | K’naan                           |
| 13. | Minutes Away        | K’naan                           |
| 14. | People Like Me      | K’naan                           |